# Lola T70
Lola T70 була розроблена в 1965 році британським виробником гоночних автомобілів Lola як двомісний гоночний автомобіль для безлімітної серії спортивних гоночних автомобілів Group 7 в Англії та США. Версія купе, що вироблялася з 1967 року, також дозволила використовувати її в чемпіонаті світу серед виробників. Lola T70 вважається найуспішнішим двомісним гоночним автомобілем Англії.

## Моделі
Першим варіантом був Lola T70 Spyder. У 1966 році з'явився Lola T70 Mk II Spyder, який у 1967 році був замінений на Lola Mk III Spyder. Джон Сертіс став чемпіоном світу в серії CanAm у 1966 році за кермом Lola, але наступного року автомобіль здобув лише одну перемогу в гонці проти McLaren M6A-Chevrolet. Першим закритим варіантом був Lola Mk III Coupé, який з'явився в 1967 році; Його замінило купе Mk IIIB, яке з'явилося в 1969 році та випускалося до 1970 року. T70 Mk III Coupé також було доступне у версії, дозволеній для дорожнього руху. Загалом було випущено 88 автомобілів Lola T70.
Використовувався двигун V8 від Chevrolet або Aston Martin, який з 1968 року видавав 336 кВт (450 к.с.) з робочим об'ємом близько п'яти літрів при 7000 об/хв. Коли правила 1968 року обмежили робочий об'єм прототипів трьома літрами, спортивним автомобілям, виготовленим щонайменше 50 одиниць, надавався робочий об'єм п'ять літрів. З 1969 року для виконання вимог омологації було достатньо щонайменше 25 одиниць. Ford скористався цим, зокрема в Ле-Мані з уже застарілим GT40, але також і Lola з удосконаленим варіантом T70 Mk IIIB Coupé, розробленим Еріком Бродлі та Тоні Саутгейтом, який виграв 24 години Дейтони на початку 1969 року. Загалом між 1969 і 1970 роками було випущено 16 екземплярів цього варіанту. Він залишався найбільшим успіхом T70, оскільки Porsche послідовно використовував зміну правил для спортивних автомобілів малих серій з нещодавно розробленим Porsche 917 навесні 1969 року, як і Ferrari з Ferrari 512S наприкінці року.
Малоздатні до перемоги та недорогі в придбанні, шасі T70 використовувалися у фільмах 1970-х років, наприклад, у Ле-Мані та в THX 1138. Lola T70 Mk II Coupé випускався невеликими партіями як комплектний автомобіль британським виробником GT Developments у 1990-х роках.